# Ba Ba Ti Ki Di Do
Ba Ba Ti Ki Di Do – minialbum islandzkiego post-rockowego zespołu Sigur Rós. Na wydawnictwo składają się utwory skomponowane przez zespół jako ścieżka dźwiękowa baletu Merce'a Cunninghama, Split Sides.

## Lista utworów
1. „Ba Ba” – 6:12
2. „Ti Ki” – 8:49
3. „Di Do” – 5:42